# Judit Gavalla-Kulcsár
Judit Gavalla-Kulcsár (* 27. April 1980 als Judit Kulcsár in Kemecse) ist eine ungarische Fußballschiedsrichterassistentin.
Im Jahr 2001 legte sie erfolgreich ihre Prüfung zur Fußballschiedsrichterin ab und seit 2004 steht sie auf der Liste der FIFA-Schiedsrichter und leitet internationale Fußballspiele.
Kulcsár war unter anderem Schiedsrichterassistentin bei der Europameisterschaft 2009 in Finnland, bei der U-17-Weltmeisterschaft 2012 in Aserbaidschan, bei der Europameisterschaft 2013 in Schweden, bei der U-17-Weltmeisterschaft 2014 in Costa Rica und bei der Europameisterschaft 2017 in den Niederlanden.
Am 26. Mai 2016 leitete Kulcsár zusammen mit Katalin Kulcsár und Andrea Hima das Finale der Women’s Champions League 2015/16 zwischen dem VfL Wolfsburg und Olympique Lyon (1:1 n. V., 3:4 i. E.).